# Юзефув (Опочинський повіт)
Юзефув (пол. Józefów) — село в Польщі, у гміні Славно Опочинського повіту Лодзинського воєводства.
Населення — 81 особа (2011).
У 1975-1998 роках село належало до Пйотрковського воєводства.

## Демографія
Демографічна структура станом на 31 березня 2011 року:
|          | Загалом | Допрацездатний вік | Працездатний вік | Постпрацездатний вік |
| -------- | ------- | ------------------ | ---------------- | -------------------- |
| Чоловіки | 39      | 9                  | 21               | 9                    |
| Жінки    | 42      | 9                  | 21               | 12                   |
| Разом    | 81      | 18                 | 42               | 21                   |